# James B. Hertzog
Pour les articles homonymes, voir Hertzog.
James Barry Munnik Hertzog (né le 3 avril 1866 à Soetendal près de Wellington dans la colonie du Cap - mort le 22 novembre 1942 à Pretoria au Transvaal en Afrique du Sud), est un juriste, un général boer et un homme d'État, avocat, conseiller (émérite) du roi et chef de gouvernement d'Afrique du Sud.
D'abord juge dans l'État libre d'Orange, il est conseiller juridique des forces de l'État libre au début de la seconde guerre des Boers en 1899 puis chef militaire d'un Kommando boer. Signataire du traité de Vereeniging qui met fin à la guerre en 1902, Hertzog est ensuite député et ministre de l'Éducation du gouvernement de la colonie britannique de la rivière Orange (1907-1910) ainsi que délégué à la convention nationale constitutive de l'union d'Afrique du Sud (1909-1910).
Membre du parlement d'Afrique du Sud pour la circonscription de Smithfield (1910-1940), fondateur du parti national en 1914, il est ministre de la justice (1910-1912) et des affaires indigènes (1912 et 1924-1929), avant d'être premier ministre de l'union d'Afrique du Sud (1924 à 1939) ainsi que le premier ministre des Affaires étrangères du pays (1927-1939). Il est également cofondateur du parti uni en 1934.
Défenseur de la cause afrikaans, fondateur de l'académie sud-africaine pour la langue, la littérature et les arts, créateur du prix Hertzog, il est l'un des pères du nationalisme afrikaner.

## Famille et études

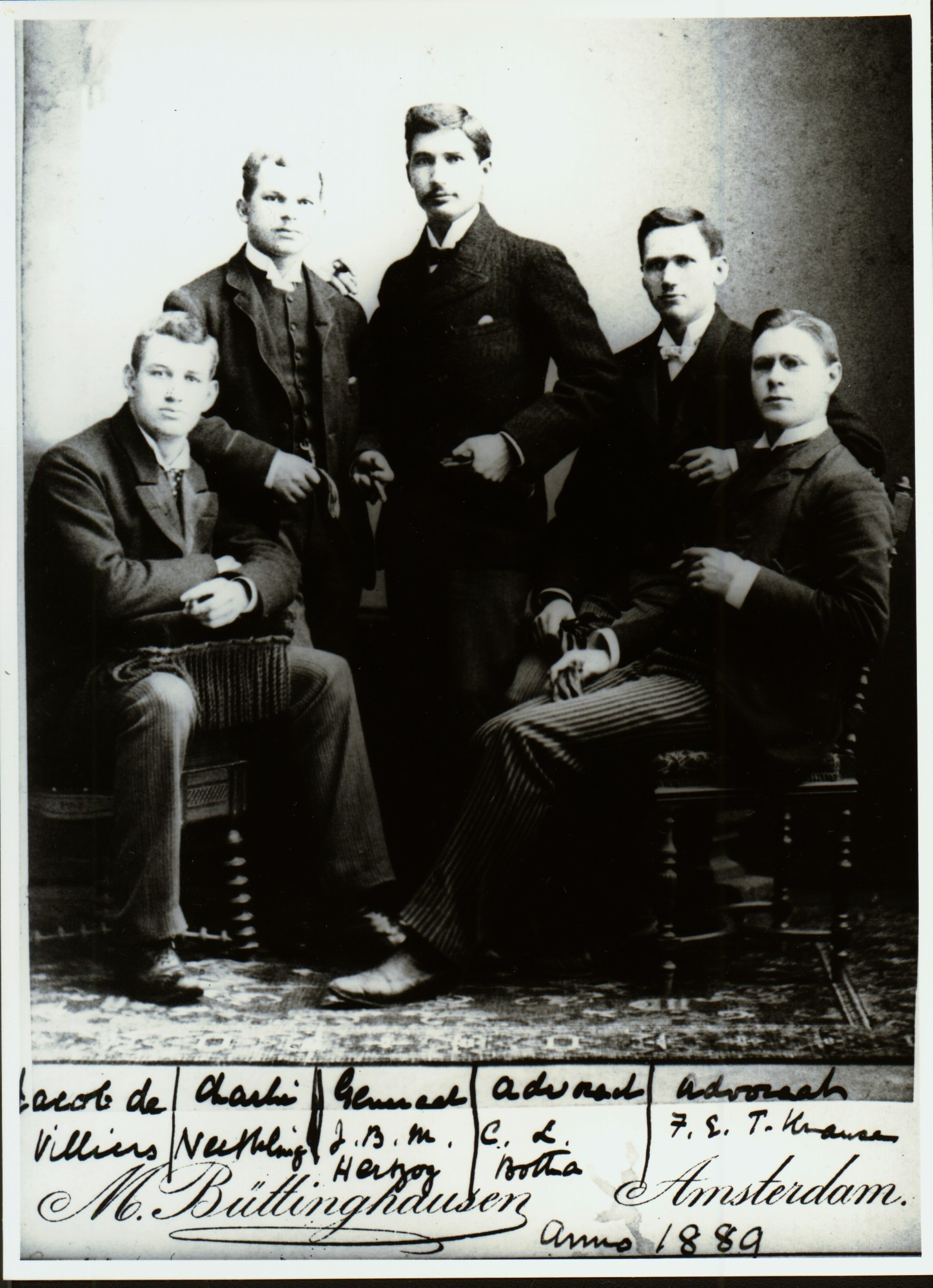
JBM Hertzog en 1889 à Amsterdam avec d'autres étudiants sud-africains

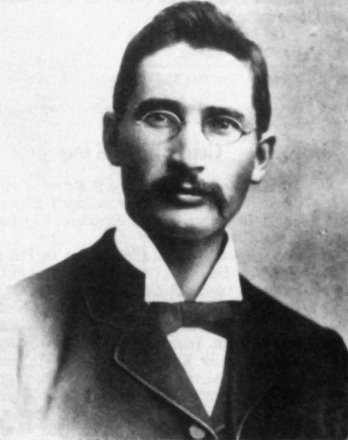
James Barry Hertzog durant ses années d'études à Amsterdam

James Barry Munnik (JBM) Hertzog était le 8e enfant de Johannes Albertus Munnik Hertzog, descendant d'immigrés allemands et de Susanna Maria Jacoba Hamman. C'est à Kimberley, où il passa son enfance, qu'il développa une certaine aversion pour les mineurs étrangers en particulier les britanniques.
En 1881, ses parents l'envoient avec ses 3 frères faire des études supérieures à Stellenbosh où il s'intéressa à la politique et prit fait et cause pour le recouvrement de l'indépendance de la république sud-africaine du Transvaal. En 1889, renonçant à sa première vocation qui était la théologie, il part étudier le droit à l'université d'Amsterdam aux Pays-Bas. En 1892, il passe sa thèse de doctorat et revient en Afrique du Sud. Inscrit comme avocat au barreau du Transvaal, il ne peut pratiquer dans la colonie du Cap et s'établit donc en 1893 à Pretoria. En 1894, il épouse Wilhelmina Jacoba (Mynie) Neethling, rencontrée à Stellenbosch, et a 4 enfants, une fille morte en bas âge et 3 fils dont Albert, futur ministre.
En 1895, il est nommé juge dans l'État libre d'Orange où il se lie d'amitié avec le président Marthinus Steyn.

## Le général boer
Au déclenchement de la deuxième guerre des Boers, il est nommé conseiller juridique des forces de l'État libre à Kimberley. Nommé général le 17 juin 1900 où, sur le front Sud de l'État libre d'Orange, des milliers de Boers déposaient les armes, il réussit à y rétablir la situation.
En octobre 1900, il est à la tête d'une force de 12 000 combattants avec laquelle il attaque les garnisons britanniques. Puis il traverse le fleuve Orange le 16 décembre 1900 et avance jusqu'à la voie ferrée au nord de De Aar. Il lance ensuite un raid vers Calvinia. Le 19 janvier 1901, il atteint la côte de l'océan Atlantique à Lamberts Bay. À cette époque, De Wet opère également dans la colonie du Cap et Hertzog décide de le rejoindre, mais il est contraint de repasser le fleuve Orange et d'abandonner son projet.
Lors des pourparlers de paix à Vereeniging, il réclame auprès des Britanniques une égalité de traitement entre les langues anglaise et néerlandaise dans la future administration, ce que refuse Lord Milner qui ne veut qu'une langue officielle, l'anglais. Hertzog est d'accord mais pour le néerlandais. En fin de compte, il sera quand-même un des signataires du traité de Vereeniging mettant fin à la guerre et à l'indépendance des républiques boers, désormais colonies britanniques.

## Ascension politique (1907-1914)

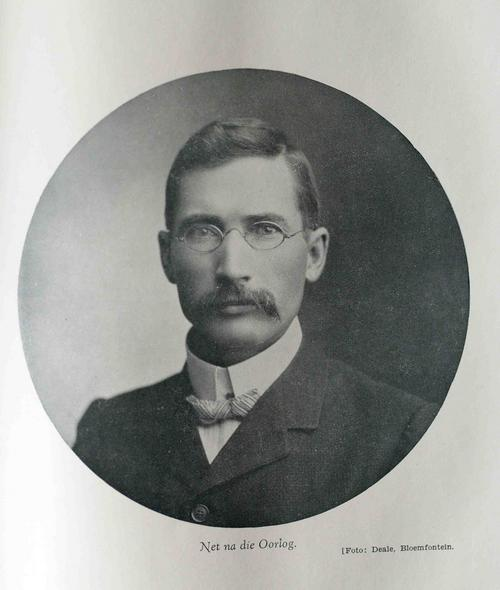
James Barry Hertzog, jeune avocat à Pretoria

En 1904, Hertzog commence à s'engager activement dans la vie politique de ce qui est devenu la colonie britannique de la rivière Orange.
En 1907, il est élu au parlement pour la circonscription de Smithfield qu'il représentera pendant 33 ans. Ministre de l'éducation de la colonie de la rivière Orange, il impose le bilinguisme anglais/afrikaans dans l'enseignement provincial.
Grand militant de l'afrikaans néerlandais il propose la création d'un organisme capable de « promouvoir la langue et la littérature néerlandais en Afrique du Sud ». Cet organisme, nommé Académie sud-africaine pour la langue, la littérature et les arts, se réunira pour la première fois le 2 juillet 1909 à Bloemfontein.
En 1908-1909, il est aussi délégué à la convention nationale chargé de proposer une constitution commune pour les 4 grandes colonies d'Afrique du Sud. Il fait partie de la délégation qui se rend à Londres pour suivre l'adoption du South Africa Act par le parlement britannique. Après la formation de l'union d'Afrique du Sud le 31 mai 1910, il est nommé ministre de la justice et des affaires indigènes dans le premier gouvernement du nouveau pays formé par Louis Botha. En novembre 1911, la coalition des partis afrikaners qui avait porté Louis Botha à la victoire fusionne en un seul mouvement, le Parti sud-africain. Sous la direction de Botha et de Smuts, le parti milite pour la réconciliation et l'union des communautés blanches, la coopération avec la Grande-Bretagne et le traitement de la population noire avec une bienveillance paternaliste. Hertzog se distancie très vite de cette politique. Pressé de libérer l'Afrique du Sud de ce qu'il estime être la domination des « aventuriers étrangers en quête de fortune », il veut que les Afrikaners et les Anglais soient autonomes les uns des autres mais égaux tout en maintenant à l'écart les populations noires. Il craint d'ailleurs une alliance entre la minorité anglophone et les populations de couleurs pour imposer leur domination sur les Afrikaners. Il se fonde notamment sur le fait qu'au Cap, où les noirs ont le droit de vote sous condition restrictive, ceux-ci ont toujours voté avec la minorité anglophone contre les aspirations des communautés afrikaans.
Le 14 octobre 1912, Hertzog en appelle dans un discours à Smithfield au nationalisme sud africain et à l'indépendance des afrikaners en dehors des frontières de l'Empire britannique. Sa version de l'égalité linguistique créait des crises dans le système éducatif de l'État libre d'Orange ce qui force Botha à présenter sa démission et à reconstituer un gouvernement sans Hertzog. Celui-ci n'est pourtant pas sans soutien prestigieux comme les généraux Christiaan de Wet, Koos de la Rey ou l'ancien président Steyn.

## Le fondateur du Parti National (1914)

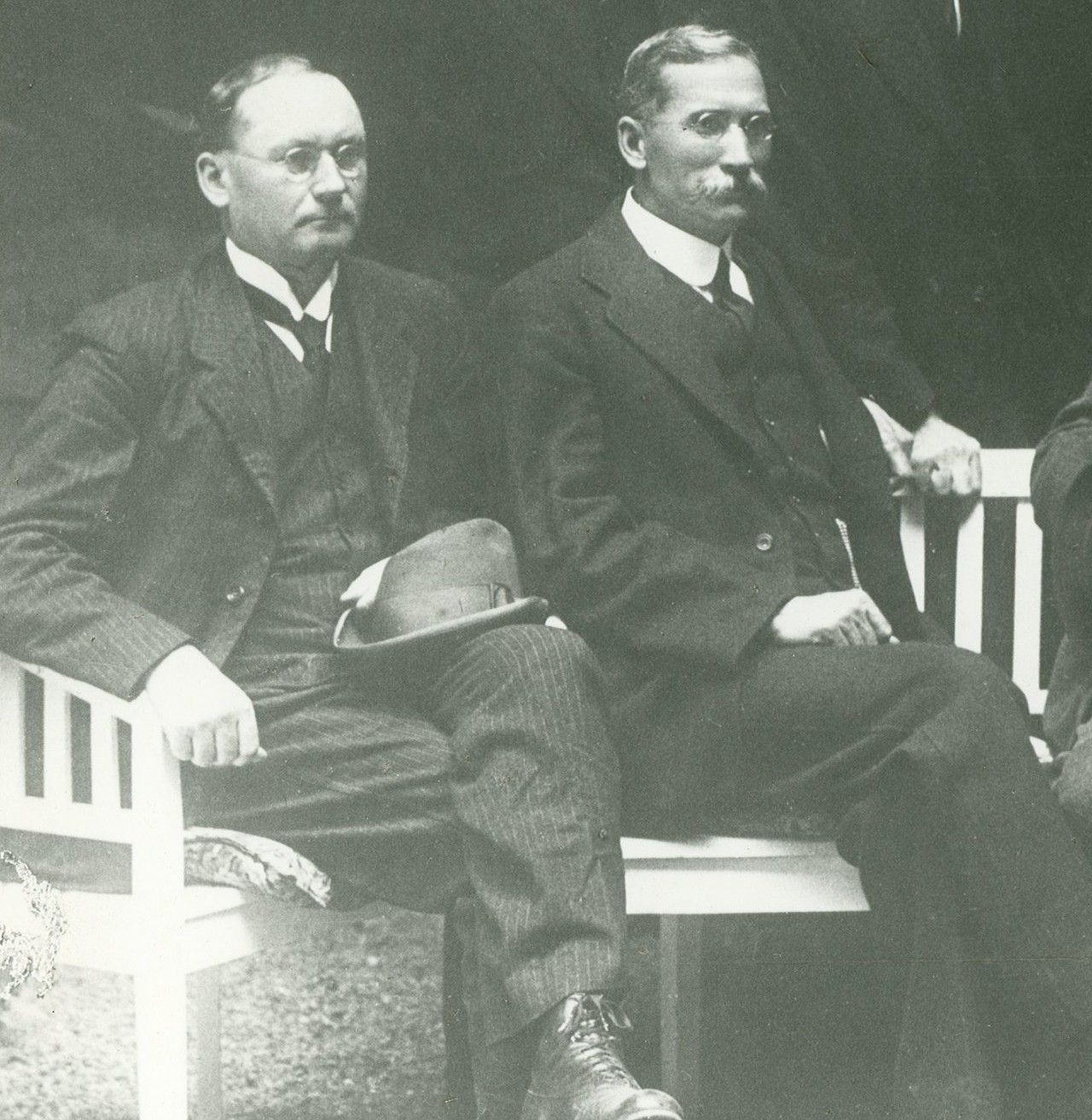
DF Malan et JBM Hertzog en 1919

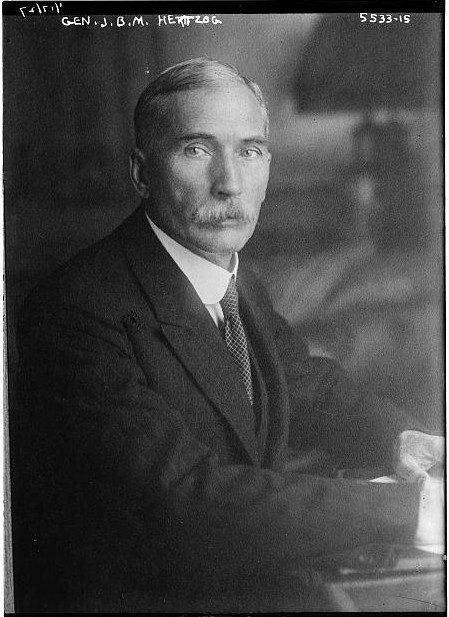
James B. Hertzog, premier ministre

Dans le contexte de l'Afrique du Sud de l'époque marquée par les atrocités commises durant la guerre des Boers, un chef de file afrikaner était jaugé par ses compatriotes sur son discours à l'égard des Britanniques et sur les relations préconisé entre les Afrikaners et la minorité anglophone. Le fait que la population noire soit majoritaire dans le Dominion et exclue de tous les leviers de pouvoirs n'était pas alors un problème central. Pour Hertzog, les Afrikaners étaient « une nation distincte » avec une langue distincte et un caractère distinct et indépendant. Pour Hertzog, le destin de l'Afrikaner était défini par une lutte sévère et constante pour la domination de l'Afrique du Sud.
En janvier 1914, Hertzog rompt définitivement avec Louis Botha et avec le parti sud-africain. Il fonde avec plusieurs anciens généraux Boers le Parti national (NP) dont il prend la direction.

## Le représentant des aspirations afrikaners (1914-1924)
Au moment du déclenchement de la Première Guerre mondiale, il s'oppose à l'implication de l'Afrique du Sud dans le conflit et manifeste sa sympathie avec la cause allemande, avec les Allemands du Sud-Ouest africain et à la rébellion Maritz. Il mène une délégation en Angleterre pour plaider sa cause auprès du premier ministre Lloyd George mais sans mandat du premier ministre sud-africain, il ne peut s'exprimer sur les affaires internationales.
Aux élections générales sud-africaines de 1915, le Parti national remporte 27 sièges, devenant la troisième force politique du parlement. Puis, lors des élections de 1920, son parti devient la première force politique du pays, avec 44 sièges contre 41 pour le parti sud-africain de Jan Smuts qui profite de l'appoint de partis minoritaires pour se maintenir au gouvernement.
La rébellion des mineurs du Rand en 1922 dans le Witwatersrand débouche sur une alliance inattendue entre Hertzog et Frederic Creswell, le chef du Parti Travailliste sud-africain qui avaient tous deux soutenus les grévistes contre le gouvernement de Smuts. Cette alliance aboutit à un pacte de candidature unique lors des élections générales de 1924 qui débouchent sur la victoire d'Hertzog contre le parti sud-africain du premier ministre sortant Jan Smuts et à l'inclusion de 2 ministres travaillistes dans le nouveau cabinet formé par Hertzog.

## Le chef de gouvernement nationaliste (1924-1933)

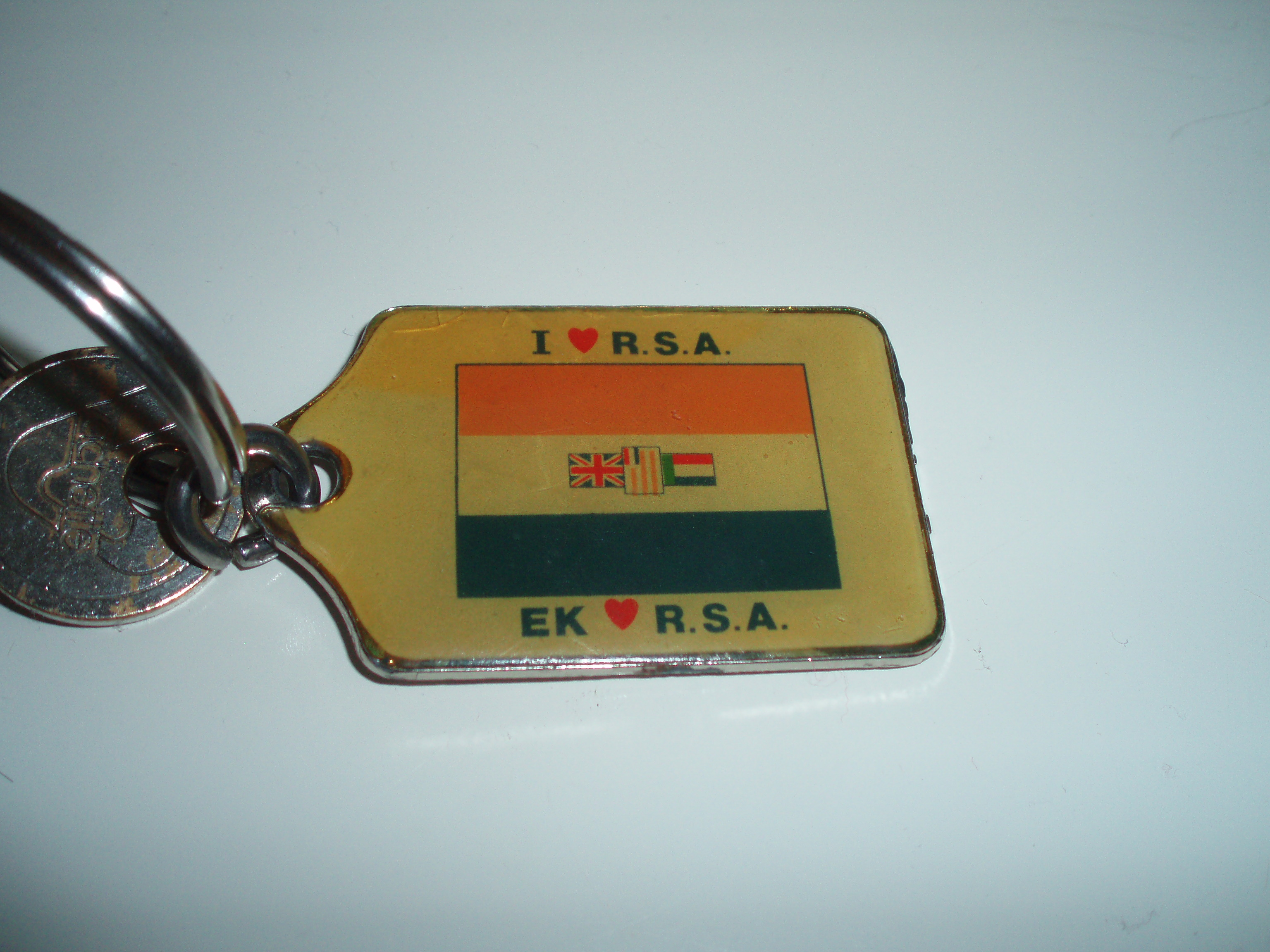
Le nouveau drapeau national d'Afrique du Sud

Devenu chef du gouvernement, la priorité d'Hertzog est d'arracher les quelque 160 000 petits Blancs à leur misère en embauchent massivement des Blancs non qualifiés dans les services publics et en étendant la législation sur les emplois réservés (aux Blancs) dans l'industrie et le commerce. Une de ses premières mesures symboliques est aussi de remplacer le néerlandais par l’afrikaans comme langue officielle au côté de l'anglais. Il met également en œuvre une consultation populaire pour choisir un hymne national sud-africain et un drapeau national en remplacement du drapeau colonial aux couleurs britanniques. Le nouveau drapeau national d'Afrique du Sud qu'il fait adopter par le parlement en 1927 avec le soutien de Jan Smuts est relativement consensuel, symbolisant l'histoire blanche du pays. L'hymne national adopté est « Die Stem van Suid-Afrika » dont les paroles proviennent d'un poème de l'écrivain sud-africain Cornelis Jacobus Langenhoven.

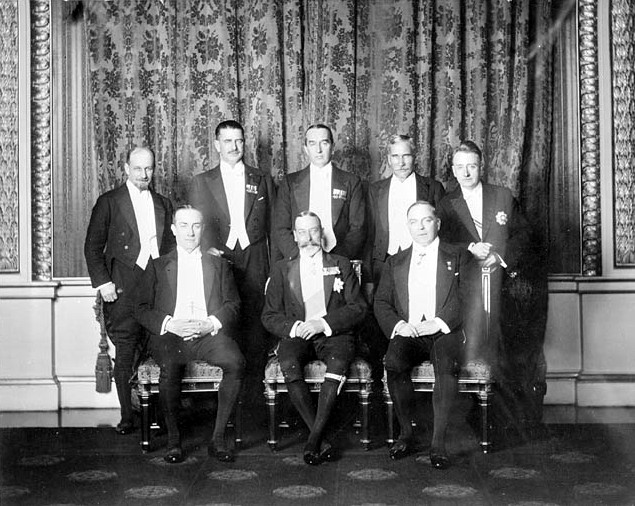
Conférence impériale de 1926 :
Le roi George V entouré des premiers ministres des dominions britanniques
Debout (de gauche à droite) : Walter S. Monroe (Terre-Neuve), Gordon Coates (Nouvelle-Zélande), Stanley Bruce (Australie), J. B. M. Hertzog (Afrique du Sud), William T. Cosgrave (état libre d'Irlande).
Assis au 1er rang : Stanley Baldwin (Royaume-Uni), le Roi George V, William Lyon Mackenzie King (Canada).

En 1926, JBM Hertzog participe à la conférence impériale qui met au point la déclaration Balfour. Il renonce à demander un régime républicain pour l'Afrique du Sud estimant que le pays a atteint un degré suffisant d'indépendance concrétisé notamment par la création du ministère des affaires étrangères et l'ouverture de représentations diplomatiques aux États-Unis, en Italie et aux Pays-Bas (1928).
Sur le plan intérieur, ce sont des années de prospérité pour les Afrikaners, notamment pour les petits Blancs pour lesquels le gouvernement Hertzog manifeste tout autant un souci de promotion sociale que celui de protéger la classe moyenne blanche laborieuse face au « dumping racial » pratiqué par les compagnies minières. L'État investit dans l'économie et encourage la fondation de grands conglomérats industriels comme South African Iron and Steel Industrial Corporation (ISCOR). Mais en 1928, il provoque lui-même la chute de son gouvernement à la suite des négociations entamées par son ministre chargé du travail avec Industrial and Commercial Workers Union, le syndicat de couleur de Clements Kadalie.
Le gouvernement Hertzog tente également de consolider sa base dans l'électorat coloured qui a joué un rôle déterminant dans certaines circonscriptions pour permettre la victoire de la coalition entre les nationaux et les travaillistes. Ainsi, il augmente de 60 % le budget de l'éducation consacré aux coloureds permettant une augmentation de 30 % du nombre d'enfants coloureds scolarisés. Si le programme électoral de 1924 prévoyait une égalité entre Blancs et coloureds pour l'accès aux métiers dans les travaux publics et les chemins de fer, dans les faits, les Blancs sont favorisés. En outre, malgré les promesses d'équité et la création de pensions de retraites pour les coloureds, les montants maximums de celles-ci restent de 70 % inférieurs à celles des Blancs.
Aux élections de 1929, le Parti national obtient la majorité absolue des sièges sans avoir la majorité en voix (41 % des suffrages contre 47 % au Parti sud-africain de Smuts). Les travaillistes restent au gouvernement en dépit de l'hostilité de la section nationaliste de la province du Cap. En outre, si les sièges de Paarl et de Stellenbosch ont été remportés par les candidats du parti national grâce aux votes des électeurs coloureds, le Parti national n'accapare que 10 % de l'ensemble des voix des électeurs coloureds de la province du Cap. Pour Paul Sauer, les électeurs coloureds ne sont pas reconnaissants et devraient être retirés des listes électorales communes pour voter sur des listes séparées, ce à quoi s'oppose Bruckner de Villiers, le nouveau député de Stellenbosch qui estime que le vote coloured peut être ciblé avec succès par le Parti national.
En 1931, Hertzog obtient que l'Afrique du Sud bénéficie du Statut de Westminster. C'est cette même année qu'il fait accorder par le parlement le droit de vote aux femmes.
Cette politique qui permet au niveau de vie des Afrikaners de s'améliorer va se heurter à la crise économique qui frappe le pays dans les années 1930. La chute des cours du maïs et de la laine combinée à une terrible sécheresse en 1932 ruine de nombreuses exploitations et accélère l'exode rural. Parallèlement, le commerce du diamant s'effondre tout comme les prix agricoles et les exportations se raréfient. L'abandon de l'étalon-or par la Grande-Bretagne provoque en Afrique du Sud une fuite de capitaux vers l'étranger. La rentabilité des mines est menacée, le chômage augmente.

## L'union nationale derrière Hertzog (1933-1939)

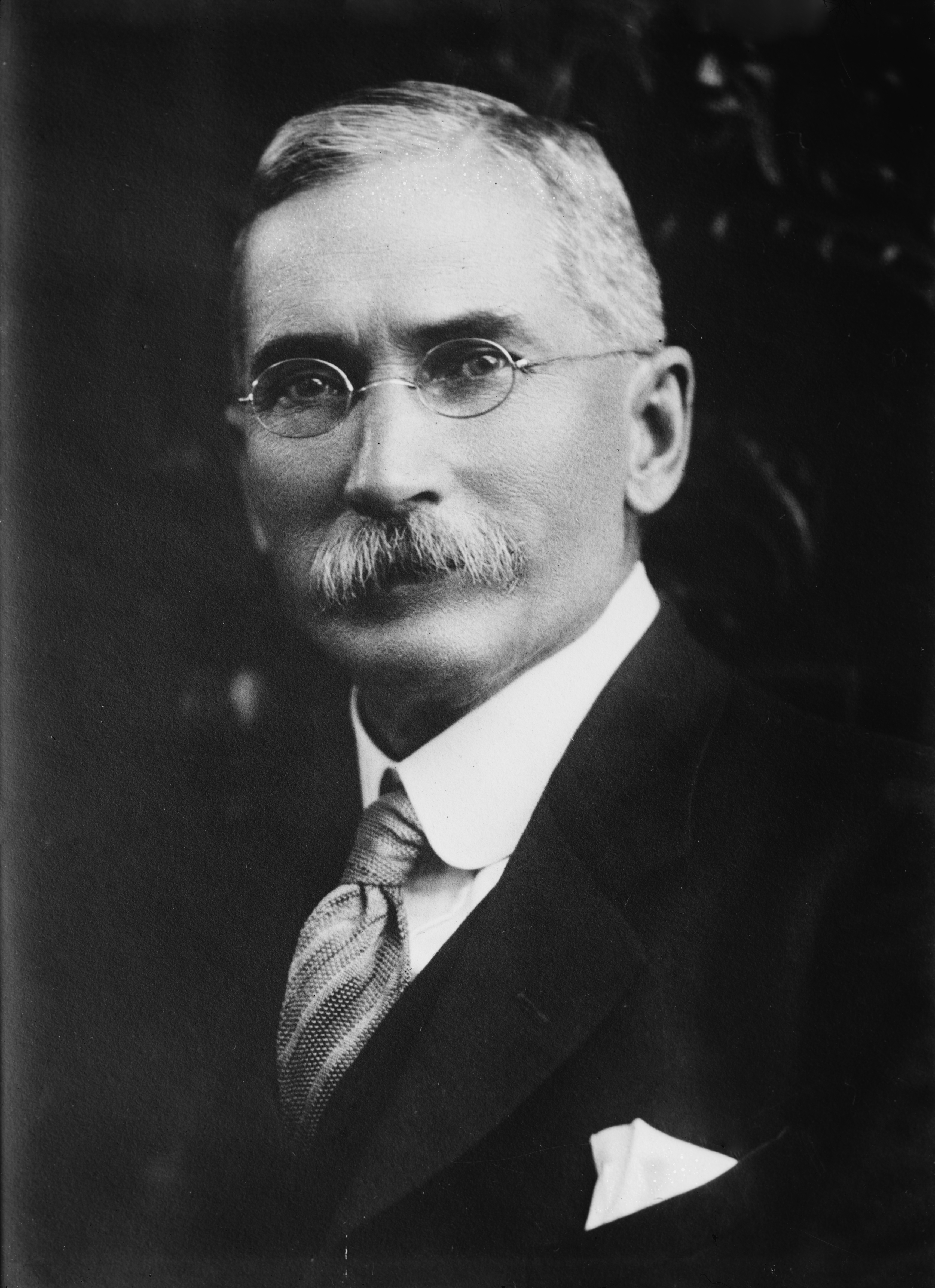
J.B.M. Hertzog

À la fin de l'année 1932, à la suite de la Grande Dépression et de la crise financière mondiale, l'Union sud-africaine abandonne l'étalon-or. La dévaluation de la livre sud-africaine permet une reprise des exportations alors que les cours mondiaux remontent. Le doublement du prix de l'or entre 1933 et 1938 stimule l'ouverture de mines nouvelles tandis que la dette publique s'efface et que les budgets deviennent excédentaires. Pour en arriver à ce résultat, JBM Hertzog a dû se rapprocher de ses adversaires politiques. En 1933, estimant nécessaire de fédérer les aspirations de l'ensemble des petits Blancs, qu'ils soient afrikaners ou anglophones, JBM Hertzog et Jan Smuts font alliance et forment un gouvernement d'union nationale. JBM Hertzog reste chef de gouvernement, mais Jan Smuts devient vice-premier ministre. Aux élections sud-africaines de mai 1933, avec 136 députés sur un total de 150, les deux partis marginalisent les travaillistes de Cresswell et les centristes de Tielman Roos. En 1934, le Parti sud-africain et le Parti national fusionnent pour former le Parti uni. C'est la formalisation par Hertzog de l'abandon du principe de distinction des 2 nations blanches d'Afrique du Sud (afrikaners et anglais) pour celui de son unité. Cependant, le Parti national ne disparait pas, car ce ralliement provoque un schisme politique. Des dissidents, emmenés par le chef de la section de la province du Cap, Daniel Malan, ne rejoignent pas la nouvelle formation et forment un « parti national purifié » réaffirmant leur volonté de rompre avec le Royaume-Uni, d'instaurer un État républicain, de promouvoir le social-christianisme et d'institutionnaliser la domination des Afrikaners sur toute l'Afrique du Sud.

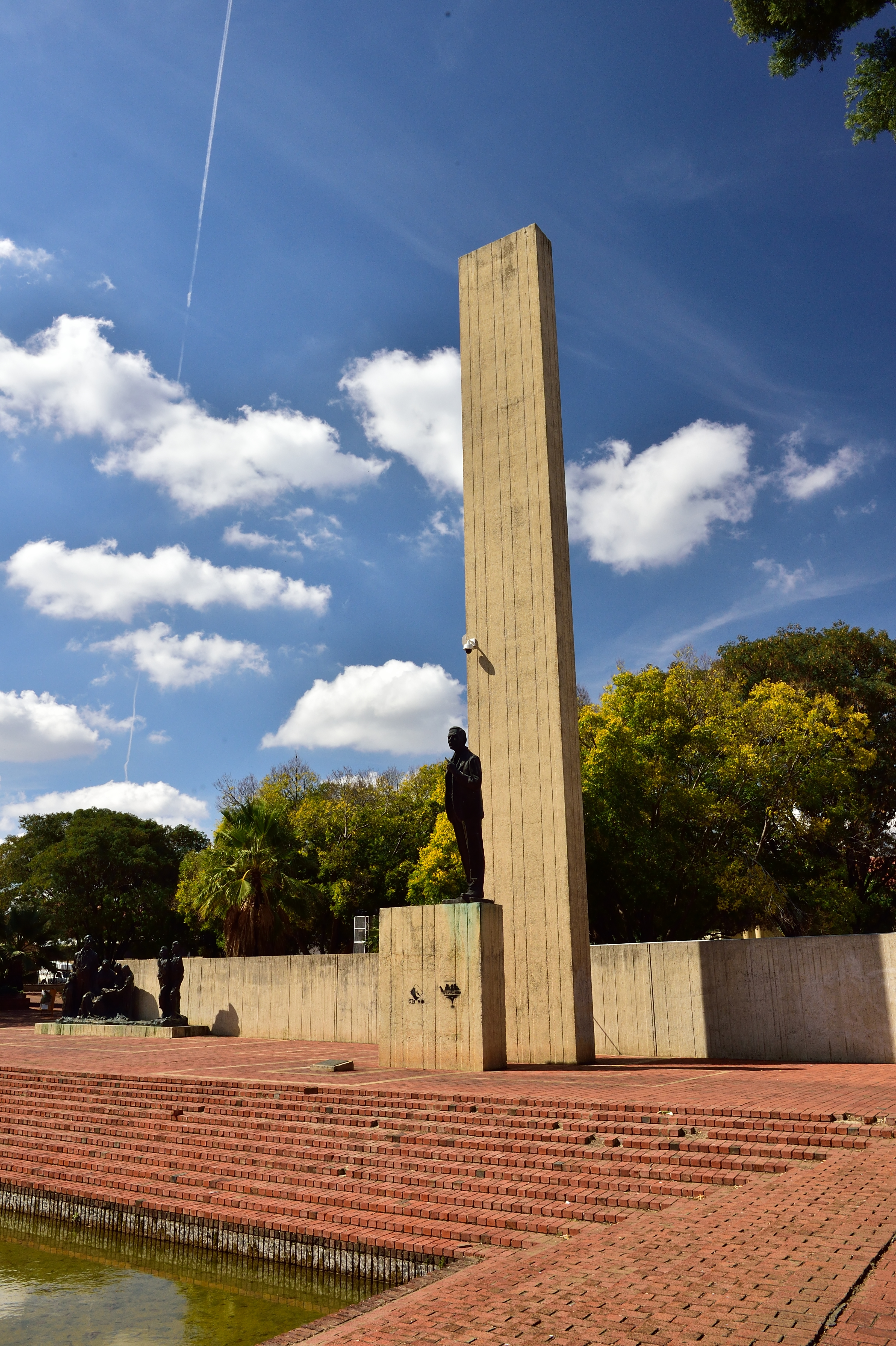
Statue d'Hertzog, réalisée par Danie de Jager (1968), sur Hertzog square à Bloemfontein

En 1936, le gouvernement Hertzog obtient la radiation des électeurs noirs des listes électorales communes de la Province du Cap. Réinscrits sur des listes séparées, ils ne peuvent plus qu'élire trois députés blancs pour représenter leurs intérêts à la chambre basse du parlement. En contrepartie, d'une part des conseils de représentations indigènes (Native Representative Councils), purement consultatifs et composés de Noirs élus, d'autres nommés, et de fonctionnaires, sont instaurés dans les provinces et d'autre part le gouvernement favorise l'extension des réserves noires dont la surface avoisine désormais 13 % du territoire national (Native Trust and Land Act).
Lors des élections générales sud-africaines de 1938, si les électeurs renvoient 111 candidats du Parti Uni au parlement, les nationalistes de Malan gagnent dix élus grâce aux voix des Blancs ruraux ou des plus démunis, confirmant leur statut d'opposition officielle. L'année 1938 est aussi marquée par les célébrations du centenaire du Grand Trek, rassemblant autour du même thème, des communautés blanches disparates dont les seuls dénominateurs communs sont la religion et la langue. Ces célébrations marquées par un déferlement sans précédent du nationalisme afrikaner à travers tout le pays se terminent à la date symbolique du 16 décembre par la pose à Pretoria de la première pierre des fondations du Voortrekker Monument, dédié aux pionniers boers.
Depuis longtemps hostile aux termes du traité de Versailles trop dures selon lui envers l'Allemagne, JBM Hertzog estime que l'Angleterre s'est trop longtemps alignée sur les positions françaises. À la veille du déclenchement de la Seconde Guerre mondiale, JBM Hertzog se prononce pour la neutralité de l'Afrique du Sud contre l'avis de Jan Smuts. Cependant, il ne parvient pas à convaincre la majorité des membres de son parti ni le parlement qui, emmené par le vice-premier ministre, vote par 80 voix contre 67, contre la neutralité et pour l'entrée en guerre.
Cet échec oblige Hertzog à laisser son poste de premier ministre à Jan Smuts et à quitter les bancs du gouvernement.

## L'échec de la nouvelle union nationaliste (1939-1942)
Refusant d'apporter son soutien à l'entrée en guerre, Hertzog quitte le Parti uni avec 37 autres parlementaires neutralistes pour former avec D.F. Malan le « parti national réunifié ».
Mais contesté pour des positions estimées trop modérées concernant les relations avec les anglophones, Hertzog ne tarde pas à être mis de nouveau en minorité, réussissant cette fois à se fâcher à la fois avec les ultra-Afrikaners mais aussi avec ceux qui veulent combattre Hitler. Il se retire du parti en 1940. Vingt-cinq de ses anciens partisans qui l'avaient suivi en 1939 demeurèrent au Parti National alors que 10 autres suivirent son ami fidèle Nicolaas Havenga pour former le Parti afrikaner en 1941.

## Décès
Isolé politiquement, James Barry Hertzog se retire sur sa ferme de Waterval où il vit reclus et dans une solitude quasi complète. Le 4 avril 1942, son épouse meurt. Sept mois plus tard, il se rend seul à l'hôpital de Pretoria pour subir une intervention chirurgicale. Il y meurt le 22 novembre 1942.
Il est enterré dans le carré familial du cimetière de la ferme Waterval à Witbank, une ville minière de l'est de la province du Transvaal. Sa tombe est une première fois profanée et pillée en 1988. En mars 2020, sa sépulture est de nouveau profanée, avec une tractopelle.

## Héritage contemporain de James Barry Hertzog
- Le prix Hertzog
- Hertzogville

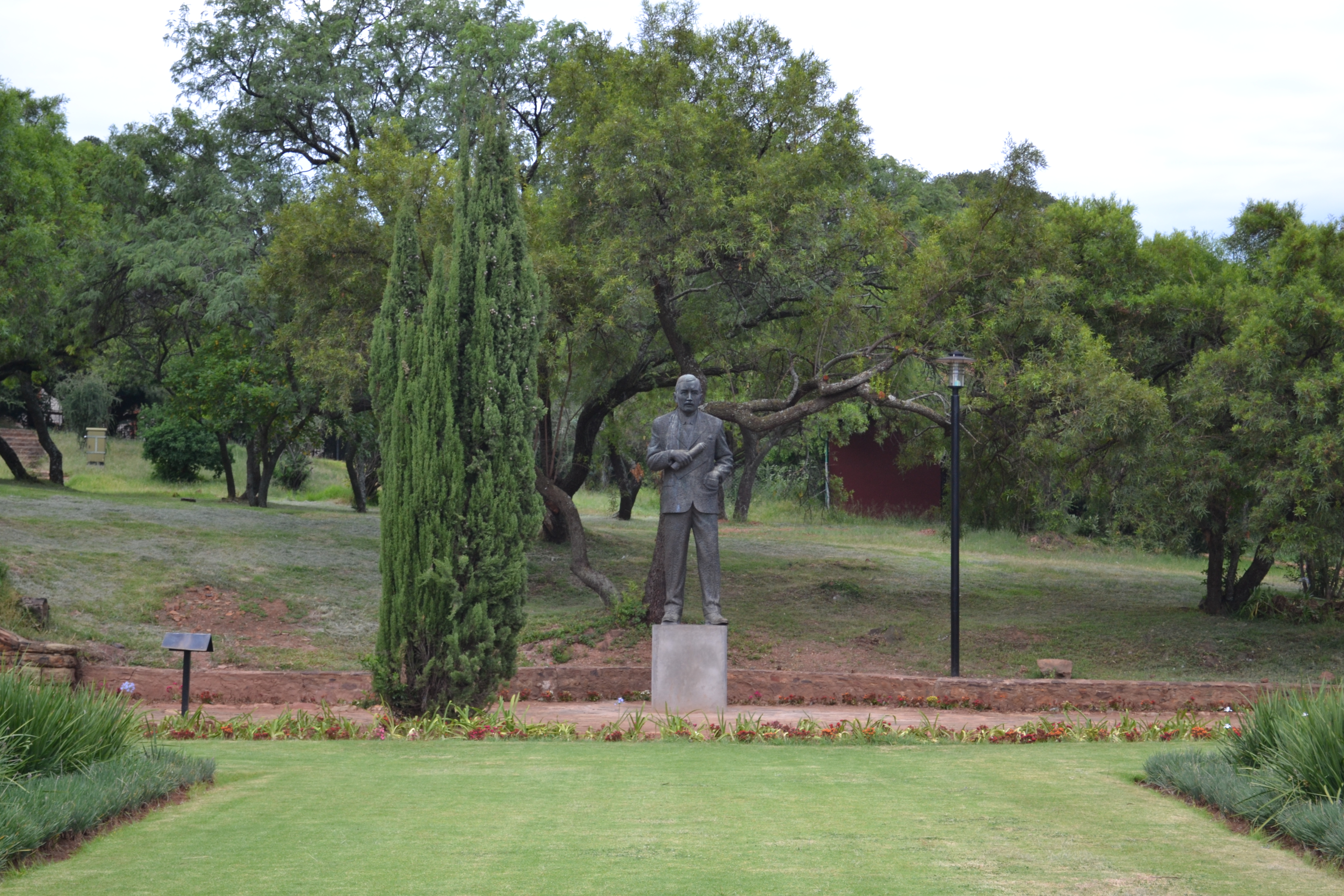
Statue de James Barry Hertzog à son nouvel emplacement dans les jardins des Union Buildings

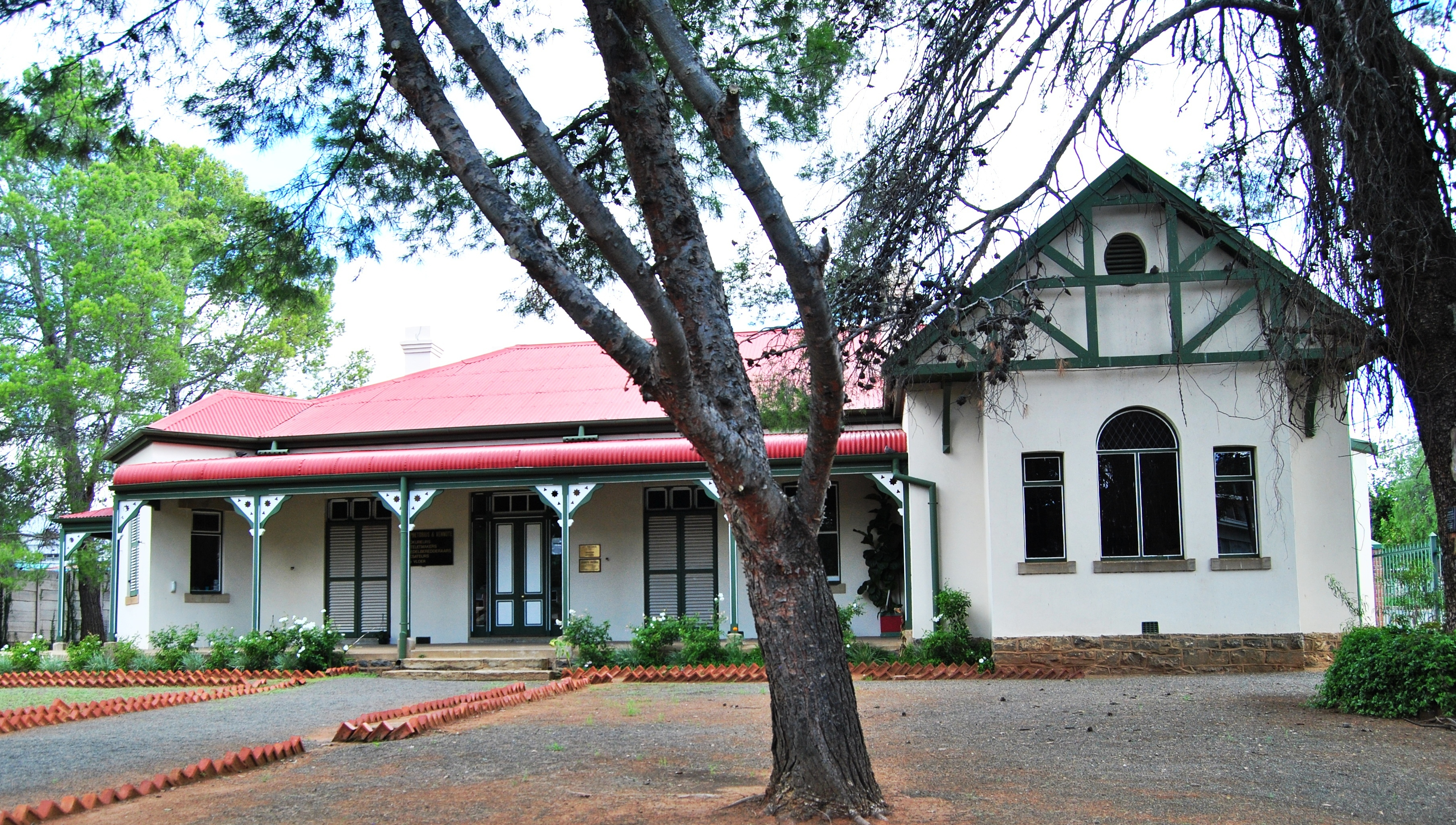
Musée JBM Hertzog situé dans sa maison du 19 Goddard Street à Bloemfontein où il résida de 1895 à 1924

- le biscuit Hertzog (Hertzogkoekie)
- Une statue de JBM Hertzog, œuvre de Danie de Jager (1967), trône à Bloemfontein (Hertzog Square), à proximité du musée Hertzog.
- Une autre statue de JBM Hertzog est située dans les jardins des Union Buildings de Pretoria depuis 1977. Œuvre de Coert Steynberg, elle a été déplacée en novembre 2013 sur une autre terrasse des jardins, pour laisser place à une statue en bronze de Nelson Mandela (inaugurée le 16 décembre 2013 à l'occasion du centenaire du palais présidentiel)[12].
- Jusqu'en 1995, l'aéroport de Bloemfontein s'appelait « JBM HERTZOG airport ».

## Représentation dans les arts
Dans le film the fourth reich (1990) de Manie van Rensburg, le rôle du général Hertzog en 1939 est joué par Pierre van Pletzen.

## Descendance
James B. Hertzog et son épouse ont eu 4 enfants. 
- Wilhelmina Jacoba Munnik Hertzog, meurt peu de temps après sa naissance en 1896.
- Albert Hertzog : il sera député, ministre des postes, de la santé et fondera le parti national reconstitué (HNP) en 1969. Sans postérité.
- Charles Dirk Neethling Hertzog (1904-1966), avec postérité.
- James Barry Munnik Hertzog (1905-1991), avec postérité.

## Sources